# Preaching to the Converted
Preaching to the Converted är Everyday Madness' första och enda studioalbum, utgivet på Bad Taste Records 1997.

## Låtlista
1. "Non Exist"
2. "Problems"
3. "Issue"
4. "Graffiti"
5. "Leaders"
6. "Marriage Made in Hell"
7. "Passivist"
8. "When a Soul Starts to Flow"
9. "No Question Ask"
10. "Alcohooligans"
11. "Fake"
12. "Judge Me"

### Fotnoter
1. ↑  ”Preaching to the Converted”. Discogs.com. http://www.discogs.com/Everyday-Madness-Preaching-To-The-Converted/release/2411858. Läst 7 januari 2012.